# Ali Bannon
Ali Bannon, destacado deportista de Irak de la especialidad de tent pegging quien fue campeón de Asia en Mascate 2010.

## Trayectoria
La trayectoria deportiva de Ali Bannon se identifica por su participación en los siguientes eventos nacionales e internacionales:

### Juegos Asiáticos de Playa
Fue reconocido su triunfo por ser el deportista con el mayor número de medallas de la selección de  Irak 
en los juegos de Mascate 2010.

#### Juegos Asiáticos de Playa de Mascate 2010
Su desempeño en la segunda edición de los juegos, se identificó por ser el tercer deportista con el mayor número de medallas entre todos los participantes del evento, con un total de 3 medallas:

- , Medalla de oro: Individuales Lance
- , Medalla de oro: Pares Archivo
- , Medalla de plata: Equipo de Espada